# جيمس روبرتس (لاعب دوري الرغبي)
جيمس روبرتس (بالإنجليزية: James Roberts)‏ هو لاعب دوري الرغبي أسترالي، ولد في 3 مارس 1993 في كيمبسي في أستراليا.

## روابط خارجية
- جيمس روبرتس على موقع ItsRugby.co.uk (الإنجليزية)